# Apropriação cultural

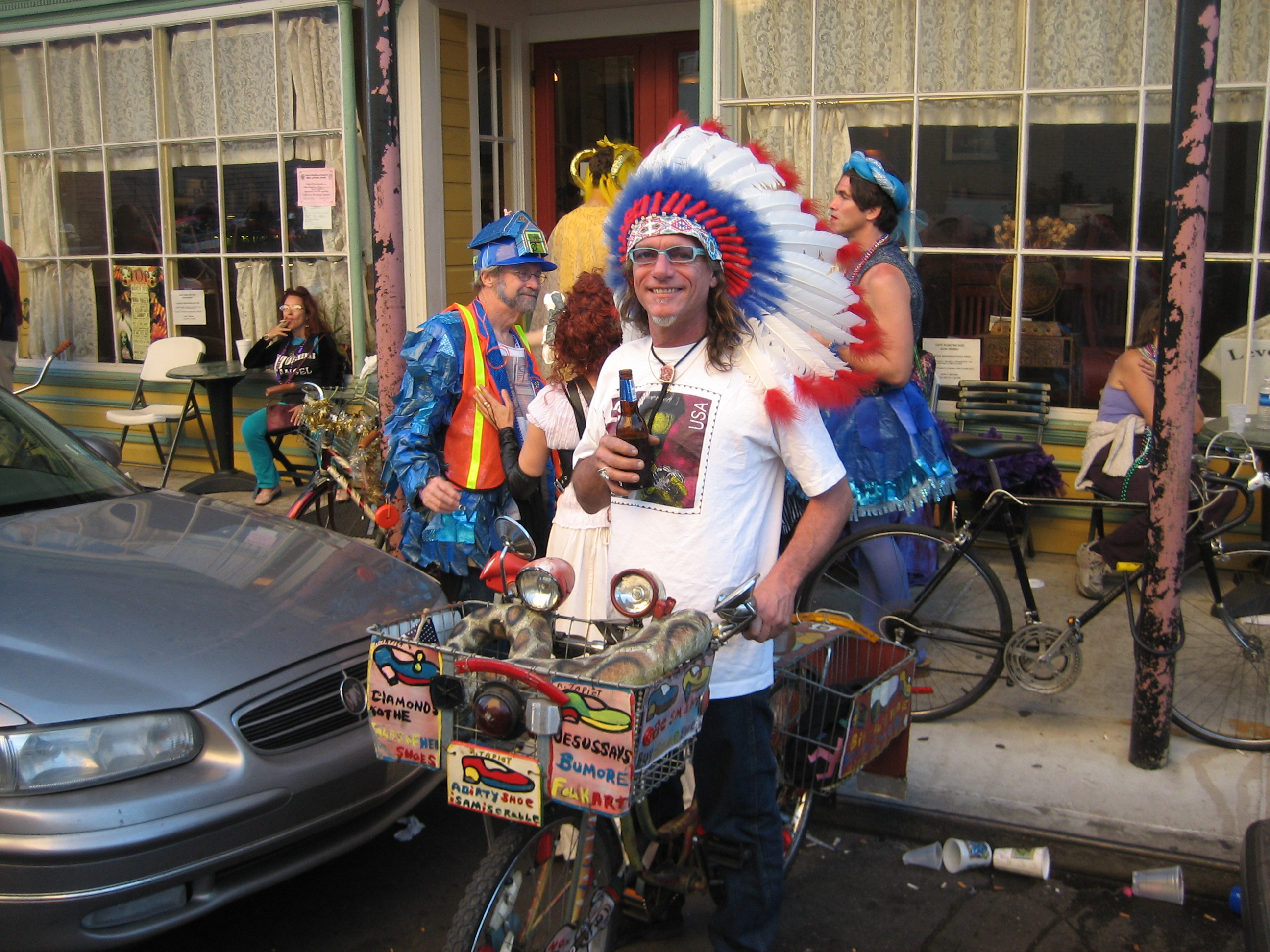
Vestir um cocar para fins estéticos é um exemplo de apropriação cultural.

A apropriação cultural ocorre quando uma cultura adota elementos específicos de outras. Esses elementos podem ser ideias, símbolos, artefatos, imagens, sons, objetos, formas ou aspectos comportamentais que, uma vez removidos de seus contextos culturais originais, podem assumir significados divergentes.

## Visão geral
O termo "apropriação cultural" tem, muitas vezes, uma conotação negativa. Os chamados "conservadores culturais" costumam aplicá-lo quando se trata de uma apropriação de bens simbólicos de uma comunidade ou grupo étnico minoritário.
O teórico cultural e racial George Lipsitz usa o termo seminal 'antiessencialismo estratégico', definido como o uso calculado de uma forma cultural fora de seu próprio país para definir a si ou a seu grupo.
O antiessencialismo estratégico pode ser observado tanto em culturas minoritárias quanto em majoritárias e não se limita à apropriação do outro. No entanto, como argumenta Lipsitz, quando a cultura majoritária tenta estrategicamente se 'antiessencializar', apropriando-se de uma cultura minoritária, deve tomar cuidado para reconhecer as circunstâncias e a importância dessas formas culturais específicas, de modo a não perpetuar relações desiguais de poder.
A apropriação cultural é entendida de maneiras diferentes em contextos culturais distintos. Em países como os Estados Unidos, onde a dinâmica racial provocou a segmentação cultural, exemplos de comunicação intercultural podem ser compreendidos como formas de apropriação cultural. Já em outros países, essa comunicação pode ser parte do fenômeno de caldeirão de raças.
A apropriação cultural também pode ser vista como uma forma de resistência à sociedade dominante. Isso ocorre quando membros de um grupo marginalizado se apropriam e alteram aspectos da cultura dominante para afirmar sua agenda e resistência. Essa atitude é exemplificada na novela Crick Crack, Monkey, de Merle Hodge, que mostra os colonizados se apropriando da cultura dos colonizadores. Outro exemplo histórico é a cultura Mod no Reino Unido, na década de 1960, quando a classe trabalhadora jovem se apropriou do vestuário da classe média-alta, exagerando-o.

## Argumentos a favor
Um artigo de Justin Britt-Gibson para o Washington Post analisou a apropriação da cultura jamaicana por italianos e de outras culturas por afro-americanos como um sinal de progresso.
Multidões de italianos com dreadlocks estavam fumando juntos, bebendo cerveja e dançando ao som de Bob Marley, Steel Pulse e outros ícones do reggae. O mais impressionante foi o quão confortáveis esses italianos pareciam estar em seus próprios sapatos, adotando uma cultura estrangeira que, de alguma forma, se tornava deles. A cena reforçou minha percepção de quão distantes estamos dos dias em que as pessoas apenas vestiam, conversavam e celebravam aquilo que surgia de sua própria origem. Pela primeira vez na minha vida, eu estava plenamente consciente do conceito espiritual de que somos todos simplesmente um. Essa sensação não me deixou. Em todos os lugares para onde olho, vejo os jovens — como meus dois irmãos mais novos, um garoto de 11 anos obcecado por animes e um de 21 anos — adotando estilos, passatempos e atitudes que não fazem parte da cultura em que foram criados. No mês passado, em uma barbearia em Los Angeles, eu estava esperando para obter meu corte afro característico quando notei um irmão e alguns adolescentes sentados, de olhos fechados, enquanto o barbeiro cortava o cabelo de um deles em um frohawk, um penteado afro-americano que é uma adaptação do moicano punk. Quando perguntei por que ele escolheu o visual, o rapaz, sem levantar os olhos, deu de ombros e respondeu: 'Algo diferente'. Imediatamente, eu entendi. Minutos mais tarde, o 'visual diferente' dele se tornou o meu novo corte.
Michael Lázaro, um nativo-americano, em seu ensaio "Anti-racist measures take culture away from sports", publicado no Lowell Observatory, escreve que o uso de um símbolo étnico por um time de futebol é um ato progressista e liberal, que pode ser utilizado por uma cultura para abraçar a história em vez de escondê-la.

## Exemplos
Uma espécie comum de apropriação cultural é a adoção da iconografia de outra cultura. Exemplos incluem equipes esportivas usando nomes tribais nativos-americanos, o uso de joias com símbolos religiosos, como a cruz, sem qualquer vínculo de crença, e a apropriação da história de outra cultura, como tatuagens com iconografia tribal polinésia, caracteres chineses ou faixas celtas usadas por pessoas que não têm interesse ou compreensão do seu significado cultural original. Quando esses artefatos são tratados como objetos que simplesmente parecem 'legais' ou quando são produzidos em massa e vendidos como artigos kitsch baratos, as pessoas que veneram e desejam preservar suas tradições culturais talvez possam se sentir ofendidas. Na Austrália, artistas aborígenes têm discutido a criação de uma 'marca de autenticidade' para garantir que os consumidores estejam cientes de obras de arte que atribuem falsamente um significado aborígene. O movimento de tal medida ganhou força após a condenação, em 1999, de John O'Loughlin, por venda fraudulenta de obras descritas como aborígenes, mas pintadas por artistas não indígenas.
Historicamente, alguns dos mais debatidos casos de apropriação cultural ocorreram em locais onde o intercâmbio cultural é mais acentuado, como ao longo das rotas comerciais no sudoeste da Ásia e no sudeste da Europa. Por exemplo, alguns estudiosos do Império Otomano e do Antigo Egito argumentam que tradições arquitetônicas egípcias e otomanas há muito têm sido falsamente reivindicadas e elogiadas como persas ou árabes. Por outro lado, quando a banda Pankrti de classe média eslovena adotou o estilo musical punk londrino enraizado no desemprego e em outras questões específicas do Reino Unido, ele foi visto na Iugoslávia como a disseminação da cultura britânica e sua adaptação ao ambiente local.
Leprechauns aparecem em muitos contos mitológicos celtas, e a redução dessa figura mitológica a um conjunto de estereótipos e clichês pode ser percebido como ofensivo. Um termo comum entre os irlandeses para alguém que se apropria ou deturpa a cultura irlandesa é Plastic Paddy.
Em alguns casos, uma cultura geralmente vista como alvo de apropriação cultural pode tornar-se um agente de apropriação, particularmente após a colonização e um extenso período de reorganização da cultura sob o sistema do Estado-nação. Por exemplo, o governo de Gana foi acusado de apropriação cultural na adoção do Dia da Emancipação do Caribe e a sua comercialização para turistas afro-americanos como um "festival africano". Um ponto bindi, quando usado como um item decorativo por uma mulher não hindu, pode ser considerado apropriação cultural, assim como o uso de hena em mehndi como uma decoração fora das cerimônias tradicionais.
Na Bolívia, os bolivianos acusam o Peru de se apropriar de danças de origem boliviana para apresentá-las como danças peruanas. Tal foi a indignação boliviana que, quando o Peru propôs um festival à UNESCO, entrou com uma demanda formal, até que finalmente chegaram a um acordo em que o Peru reconheceu perante a UNESCO que, no referido festival, danças de origem boliviana são dançadas e acompanhadas de música boliviana.
Em Portugal, o facto de o cantor português Richie Campbell - nome artístico de Ricardo Dias de Lima Ventura da Costa -, que possui uma carreira de sucesso há mais de uma década, não só cantar reggae e dancehall como fazê-lo em patoá jamaicano ou inglês com sotaque jamaicano pode ser visto como um caso de apropriação cultural.